# Freude (Band)
Freude ist eine vierköpfige Alternative-Band aus Österreich.

## Geschichte
Freude wurde 2019 vom Liedermacher Clemens „Cley“ Freude ins Leben gerufen, der zuvor bereits als Schlagzeuger in anderen Musikprojekten spielte. Während seines Zivildienstes schrieb er den Song Sabine, in dem er einen prägenden Moment aus seinem Rettungssanitäter-Alltag verarbeitet und der 2020 als Debütsingle der Band erschien. "An einem Bahnhof habe ich eine tote Obdachlose gefunden. Da in den Medien Obdachlose oft ohne Namen auftauchen, wollte ich Sabine damit Anerkennung schenken und Respekt entgegenbringen."
Zentral sind menschliche Emotionen und soziale, gesellschaftliche und unangenehme Themen auch in den anderen Texten der Band. Ich schau dir zu behandelt beispielsweise das Thema Stalking, in Vor die Hunde geht es um Angst und in Bis es endlich wieder Frühling ist um ein letztes Gespräch mit einer Person, die sich am Rande der Verzweiflung befindet.

## Musik
In den Jahren 2021, 2022 und 2024 veröffentlichte die Band insgesamt vier EPs (Europa, Live aus Ottakring, Phantom und Mosaik). Mit Salz erschien 2023 ihr Debütalbum. 
Parallel dazu veröffentlichte Clemens Freude seinen gleichnamigen Debüt-Roman unter dem Namen c. Freude. "In der Musik fühle ich mich oft ein wenig eingeschränkt, daher sehe ich das Buch als eine textliche Erweiterung des Albums. So kann ich wirklich vermitteln, welche Gedanken und Emotionen hinter den Songs stecken." Den Stil der Band bezeichnet er auch als "eine Mischung aus Kaffeehauslyrik und Gitarrengezerre, das ist dann Alternative-Indierock mit Tiefgang und catchy Melodien."

## Soziales und politisches Engagement
Zusammen mit Daniel Landau und der Konzert-Agentur Arcadia-Live veranstaltete C. Freude das Benefizkonzert #WeStandWithUkraine Benefizkonzert mit Künstlerinnen und Künstlern wie Wanda, Conchita, Oska, Cari Cari, Buntspecht, Ina Regen oder Lemo. Die Veranstaltung fand am 27. März 2022 am Wiener Heldenplatz statt.

## Diskografie
Alben
- 2023: Salz (Sony Music Austria)

EPs
- 2021: Europa
- 2022: Live aus Ottakring
- 2024: Phantom
- 2024: Mosaik

Singles
- 2020: Sabine
- 2020: Ich schau dir zu
- 2020: Bratislava
- 2020: Das Geheimnis
- 2021: Sterne von Marrakesch
- 2021: Europa
- 2021: Apokalypse
- 2022: Kleopatra
- 2023: Vor die Hunde
- 2023: Salz
- 2023: Ambrosia
- 2023: Paranoia
- 2023: Einsam
- 2023: Hoffnung
- 2024: Trümmer
- 2024: Bis es endlich wieder Frühling ist
- 2024: Knutschen
- 2025: Bild wie Monet (mit Ella Stern)